# Dong Yuping
Dong Yuping, född 1 mars 1963, är en friidrottare från Kina. Hon deltog vid olympiska sommarspelen 1988.